# Paginae historiae
Paginae historiae je český odborný recenzovaný sborník, který je od roku 2008 zařazen do Seznamu recenzovaných neimpaktovaných periodik vydávaných v ČR. Periodikum začal vydávat roku 1992 tehdejší Státní ústřední archiv (od 1. ledna 2005 Národní archiv), a to jako pokus o pokračování slavné minulosti jeho předchůdců z období první republiky, zejména Sborníku Archivu Ministerstva vnitra a Zpráv Českého zemského archivu. Paginae historiae vychází dvakrát ročně a náplní jeho obsahu jsou studie zaměřené na dějiny správy, pomocné vědy historické, archivnictví, ale i práce z oblasti českých a světových politických, hospodářských, sociálních a kulturních dějin využívající pramenů Národního archivu (NA) nebo se vztahem k jeho fondům. Ve sborníku je možno nalézt rovněž edice jednotlivých pramenů majících vztah k fondům NA. Na závěr každého čísla mohou být uveřejněny informace o aktuálním dění v NA, metodické příspěvky, recenze a anotace publikací vydaných v NA nebo s výrazným podílem pracovníků NA.